# Hanau-Münzenberg
La contea di Hanau-Münzenberg fu uno stato del Sacro Romano Impero esistente dal 1458 al 1712.

## Storia

### La formazione della contea
Nel 1452, dopo un solo anno di regno, morì Reinardo III di Hanau e il suo territorio originario venne suddiviso tra i suoi quattro figli che andarono a formare quattro dinastie differenti. Filippo, il suo primogenito di appena quattro anni, ricevette la contea di Hanau-Münzenberg, mentre suo zio Filippo il Vecchio ottenne nel 1458 il dominio della contea di Hanau-Lichtenberg, sempre derivata dall'antica contea di Hanau.
La storia della contea di Hanau-Münzenberg è stata nel corso dei secoli segnata da una serie di tutele. Quasi tutti i conti sono morti piuttosto giovani e, secondo alcuni storici, per una non ben identificata malattia ereditaria.

### La riforma protestante
La contea di Hanau-Münzenberg entrò appieno nei territori investiti dalla riforma e il conte Filippo II si convertì al luteranesimo. Nel 1528 egli chiamò a corte il predicatore evangelico Philip Neunheller che contribuì a formare la coscienza del popolo riformato nella regione, sebbene il processo di conversione si sia svolto senza problemi e poté considerarsi concluso sotto il governo di Filippo III.
Sotto Filippo II, nel 1528, iniziò anche la costruzione della fortificazione della residenza di Hanau oltre ad un rifacimento del castello in stile rinascimentale. Le mura medioevale divennero all'epoca troppo piccole in estensione e non erano adeguate a difendere la città dall'artiglieria nemica.
Il conte Filippo Luigi II ebbe una forte influenza calvinista nella sua formazione, fatto che lo portò a fare largo uso del privilegio del "cuius regio, eius religio", tramutando la contea di Hanau-Münzenberg in una fortezza calvinista a partire dal 1597.

### La "Vecchia Hanau" e la "Nuova Hanau"
Filippo Luigi II, ebbe i primi contatti con i calvinisti a partire come si è detto dal 1597 e nello specifico egli si era rivolto ai rifugiati francesi e olandesi. Egli concesse a costoro di trasferirsi liberamente nei confini del proprio dominio con una serie di privilegi fiscali che contribuirono nel contempo all'autodeterminazione politica del comune di Hanau rispetto alla contea di cui pure era capitale. Molte furono le affluenze, in particolare dei rifugiati che si erano stabiliti a Francoforte sul Meno, che pur essendo una città luterana, non si era dimostrata particolarmente favorevole nei confronti dei calvinisti. Secondo il credo calvinista, la maggior parte di questi rifugiati era artigiano e Hanau venne investita anche da una nuova ondata di attività commerciali che la arricchirono soprattutto di beni di lusso.
La città si allargò progressivamente e ben presto divenne nota come "Vecchia Hanau" e "Nuova Hanau" che sono rimaste così suddivise (con tanto di sindaci e amministrazioni comunali differenziate) sino al 1821 per poi essere inglobate nell'unica città di Hanau, anche se ancora oggi è visibile la differenza nelle due parti della città, limitatamente allo stile delle case e dei monumenti. Nel 1620 sappiamo che le case presenti nella Nuova Hanau erano 370 e che dal 1611 vi venne eretta anche una chiesa che celebrava il rito anche in lingua francese ed in vallone (lingua olandese).
Nel dicembre del 1603, inoltre, Filippo Luigi II accordò uno spazio in città anche per la comunità ebraica locale, posta tra la città vecchia e quella nuova, quartiere che ancora oggi è visibile.

### Il contratto di successione
Un evento focale degli anni di governo di Filippo Luigi II fu il contratto di successione che egli stipulò con il cugino Giovanni Reinardo I di Hanau-Lichtenberg nel 1610, stabilendo che in caso di estinzione della sua linea, quella di Hanau-Lichtenberg gli sarebbe succeduta pur di mantenere i possedimenti in mano ai conti di Hanau ed evitare infiltrazioni di altri stati esterni.

### La guerra dei Trent'anni
Nel corso della Guerra dei Trent'anni, la contea si schierò con l'elettore palatino Federico V (1596-1632), il Re d'Inverno della Boemia e capo dei riformati contro l'Imperatore. Filippo Maurizio di Hanau-Münzenberg decise di schierarsi con il re di Svezia Gustavo Adolfo il quale gli richiese otto compagnie di fanteria per la causa ma lo nominò comandante supremo delle forze della sua area. Suo fratello, Giacomo Giovanni di Hanau-Münzenberg, incaricato della gestione della contea in assenza del fratello impegnato in Olanda, venne aggregato con le sue forze all'esercito del duca Bernardo di Sassonia-Weimar in Alsazia e vi morì nel 1636 durante l'Assedio di Zebern.
Dal 1630 al 1638, l'esercito svedese guidato dal generale scozzese Jakob von Ramsay utilizzò la fortezza di Hanau come propria base per il controllo della campagna circostante, ma malgrado questo l'intera contea venne pesantemente devastata dagli scontri bellici. Un resoconto d'epoca dei danni subiti dall'aura lo diede Hans Jakob Christoffel von Grimmelshausen nel suo "L'avventuroso Simplicissimus". Tra il 1635 ed il 1636 Hanau venne assediata dalle truppe imperiali al comando del generale Guillaume de Lamboy. Migliaia di persone fuggirono nei villaggi circostanti la città e la stabilità del governo venne messa fortemente in crisi da questo fatto. Dopo nove mesi di assedio, nel giugno del 1636 la città venne liberata dal langravio Guglielmo V d'Assia-Kassel, il quale era sposato con Elisabetta Amalia, figlia di Filippo Luigi II.
Nel febbraio del 1638, gli svedesi abbandonarono la fortezza di Hanau e Filippo Maurizio venne reintegrato completamente nelle sue funzioni di governo anche se si trovava ora a dover ripagare all'Assia-Kassel il favore della liberazione ma, non disponendo di denaro liquido, dovette cedere alcune parti orientali della contea all'Assia-Kassel.

### La fine dell'indipendenza della contea
Al conte Filippo Maurizio nel 1638 succedette il figlio Filippo Luigi III, di soli sei anni, con la madre in reggenza. Filippo Luigi III morì nel 1641 ancora in giovane età ed il ruolo di reggente venne affidato al conte Giovanni Ernesto di Hanau-Münzenberg-Schwarzenfels, figlio di un fratello del conte Filippo Luigi II, che però morì dopo appena tre mesi di governo nel 1642.
Con lui si spegneva ufficialmente la linea di Hanau-Münzenberg e secondo quanto stabilito dal contratto del 1610, la sua eredità passò al diciannovenne conte Federico Casimiro di Hanau-Lichtenberg che riunì così dopo oltre due secoli le due linee della famiglia nelle mani della stessa persona, pur continuando a mantenere virtualmente separati i due domini in quanto ad amministrazione.
Alla morte di Federico Casimiro nel 1685, i due domini vennero nuovamente suddivisi tra i suoi eredi e la contea di Hanau-Münzenberg passò a Filippo Reinardo. Questi, dal proprio matrimonio, aveva avuto tre figli tra maschi e femmine, ma tutti erano morti prima di raggiungere l'anno di vita e come tale, alla sua morte nel 1712, la contea di Hanau-Münzenberg passò a suo fratello minore, Giovanni Reinardo III il quale aveva ricevuto già dal padre la contea di Hanau-Lichtenberg. A questo punto le due contee vennero riunite nuovamente nelle mani della stessa persona, ma cessarono di esistere come due entità separate e la contea di Hanau-Münzenberg venne inglobata definitivamente in quella di Hanau-Lichtenberg.
Alla morte di Giovanni Reinardo III, la contea passò in dote a sua figlia Carlotta Maddalena Giovanna Cristina, la quale aveva sposato il langravio Luigi VIII d'Assia-Darmstadt che unì definitivamente i domini della moglie ai propri.

## Conti di Hanau-Münzenberg (1452-1712)
| Immagine | Nome | Regno     |
| -------- | --- | --------- |
|          | Filippo I il Giovane con Margherita del Palatinato-Mosbach dal 1452 al 1467 con Reinardo IV dal 1496 al 1500 | 1452–1500 |
|          | Reinardo IV con Filippo I dal 1496 al 1500                                                                   | 1496–1512 |
|          | Filippo II con Caterina di Schwarzburg-Blankenburg dal 1512 al 1523                                          | 1512–1529 |
|          | Filippo III con Giuliana di Stolberg dal 1529 al 1552                                                        | 1529–1561 |
|          | Filippo Luigi I con Elena del Palatinato-Simmern dal 1561 al 1575                                            | 1561–1580 |
|          | Filippo Luigi II con Maddalena di Waldeck dal 1580 al 1596                                                   | 1580–1612 |
|          | Filippo Maurizio con Caterina Belgica di Orange-Nassau dal 1612 al 1626                                      | 1612–1638 |
|          | Filippo Luigi III con Sibilla Cristina di Anhalt-Dessau dal 1638 al 1641                                     | 1638–1641 |
|          | Giovanni Ernesto                                                                                             | 1641–1642 |
|          | Federico Casimiro                                                                                            | 1642–1685 |
|          | Filippo Reinardo                                                                                             | 1685–1712 |